# Yde et Olive
Yde et Olive è una chanson de geste della seconda metà del XIII secolo facente parte del ciclo di Huon de Bordeaux, scritta in antico francese nella sua variante piccarda. L'opera si presenta in 1486 versi decasillabi ripartiti in 28 lasse assonanzate.

## Trama
Il racconto si apre riallacciandosi alla precedente avventura: Clarisse e Florent hanno fatto ritorno in Aragona dove li attendono i festeggiamenti per le nozze. I novelli sovrani hanno una figlia battezzata con il nome di Yde, purtroppo però la regina muore di parto e il marito si chiude nel proprio dolore. Yde raggiunti i quattordici anni è ormai diventata una bellissima damigella, corteggiata dai nobili di tutta Europa. Il padre però è follemente geloso, tanto da rifiutare la mano della figlia volendola conservare tutta per sé; fino al punto di desiderarla come sposa. La principessa, terrificata dalle intenzioni del padre, indossa abiti maschili e fugge a cavallo nella notte. La giovane raggiunge la Germania, dove incontra un gruppo di mercenari diretti a Roma per difendere la città dalle minacce di un feroce re spagnolo. Yde, sempre travestita, decide così di unirsi all'esercito diventando scudiero. Giunta a Roma entra a servizio della bella Olive, figlia dell'imperatore Oton, che subito si invaghisce del "giovanotto". Diventato un prode cavaliere, Yde è chiamato a salvare la città dall'assedio degli spagnoli; e una volta compiuta la missione riceve in dono la mano di Olive. L'eroina impallidisce all'idea del matrimonio sapendo di non poter celare a lungo il suo vero sesso. I due si sposano e la moglie acconsente a mantenere il segreto di Yde, ma una spia rivela al sovrano che suo genero è in realtà una donna. Re Oton fa preparare un bagno e invita Yde a spogliarsi ed entrare in acqua insieme a lui, così da fugare ogni dubbio. Se Yde si rivelerà essere una donna, il re farà ardere sia lei che la figlia sul rogo. Quando tutto sembra perduto un angelo scende dal cielo e trasforma Yde in un vero uomo, così la giovane coppia potrà vivere serena ed avere un figlio.

## Testo
Estratto con traduzione a fronte:
A genoullions a Diu merci crïé.

Li rois a tout son barnage mandé.

Devant aus tous ceste cose a conté.

Tout em plourant a cascun escrïé,

“Seignour,” dist il, “quel conseil me donrés?”

“Fai les ardoir!” cascuns li a crïé.

Ensi com Yde a de paour tramblé,

Devers le ciel descent une clartés.

Ce fu uns angles; Dix le fist avaler.

Au roi Oton a dit, “Tout cois estés.

Jhesus te mande, li rois de maïsté,

Que tu te baignes, et si lai chou ester,

Car jou te di en bonne verité,

Bon chevalier a u vassal Ydé.

Dix li envoie et donne par bonté

Tout chou c’uns hom a de s’umanité.

Lai le garchon,” dist li angles, “aller;

Il vous avoit dit voir, mais c’est passé.

Hui main iert feme, or est uns hom carnés.»
in ginocchio a Dio pietà chiese gridando.

Il re tutta la corte chiamò,

davanti a tutti questi fatti raccontò,

[e] piangendo ad ciascuno gridò:

“signore”, disse, “che consiglio mi darete?”

“Falle ardere!” ognuno protestò.

Mentre Yde di paura tremava

dal cielo discese una luce,

era un angelo, Dio lo fece scendere,

al re Oton disse: “state tutti in silenzio,

Gesù ti comanda, il re di grandezza,

che tu ti bagni e lasci le cose come stanno.

Poiché io ti dico in verità:

hai un buon cavaliere, il valoroso Ydé,

Dio gli invia e dona per bontà

tutte le cose che un uomo possiede per natura.

Lascia andare il ragazzo (la spia)”, disse l’angelo,

“vi ha detto il vero, ma ciò è passato

stamattina era donna ora è un uomo in carne ed ossa.”»
(Versi 1032-1051)

## Manoscritti ed edizioni
Il testo appare in due manoscriti:
- Paris, Bibliothèque nationale de France, français, 1451, f. 225r (breve riassunto del testo)
- Turin, Biblioteca nazionale universitaria, L. II. 14, f. 389va-395va e 397rb-399va

Edizioni moderne:
- Esclarmonde, Clarisse et Florent, Yde et Olive. Drei Fortsetzungen der Chanson von Huon de Bordeauxnach der einzigen Turiner Handschrift zum Erstenmal veröffenlicht von Max Schweigel, Marburg, Elwert'sche Verlagsbuchhandlung (Ausgaben und Abhandlungen aus dem Gebiete der romanischen Philologie, 83), 1889.
- Brewka, Barbara Anne, "Esclarmonde", "Clarisse et Florent", "Yde et Olive I", "Croissant", "Yde et Olive II", "Huon et les Geants", Sequels to "Huon de Bordeaux", as Contained in Turin Ms. L.II.14: An Edition, Ph.D, Vanderbildt University, Nasville, 1977.

Traduzioni moderne:
- In inglese:
- Yde and Olive, introduced, edited, and translated by Mounawar Abbouchi, University of Iowa Libraries (Medieval Feminist Forum: A Journal of Gender and Sexuality, Subsidia Series, 8; Medieval Texts in Translation, 5), 2018.

- In italiano (alcuni estratti):
- Yde et Olive e la figura della donna guerriera nella letteratura oitanica, Paolo Spaggiari, Lux Victrix Edizioni, Quattro Castella, 2019.

## Ciclo di Huon de Bordeaux
Huon de Bordeaux è una chanson de geste composta da un autore ignoto tra la fine del XII e l’inizio del XIII secolo; viene rimaneggiata nei secoli successivi e ampliata da un prologo e da diversi seguiti che ne compongono il cycle. Di seguito l'elenco delle canzoni:
- Romant d’Auberon
- Huon de Bordeaux
- Esclarmonde
- Clarisse et Florent
- Yde et Olive
- La chanson de Godin